# 10121 Arzamas
10121 Arzamas
10121 Arzamas là một tiểu hành tinh vành đai chính với chu kỳ quỹ đạo là 2087.9226550 ngày (5.72 năm).
Nó được phát hiện ngày 27 tháng 1 năm 1993.
The asteroid được đặt tên sau tên the Russian city, Arzamas.